# Парламентские выборы на Сент-Люсии (2016)
Парламентские выборы на Сент-Люсии проходили 6 июня 2016 года. В результате победу одержала Объединённая рабочая партия, получившая 11 из 17 мест парламента. Уже 7 июня лидер партии Аллен Частанет был объявлен премьер-министром.

## Избирательная система
17 членов Палаты собрания избираются по системе относительного большинства в одномандатных округах. Представитель победившей партии становится премьер-министром. Спикер палаты избирается после выборов извне парламента.

## Кампания
Оппозиционная Объединённая рабочая партия выдвинула 17 кандидатов. Правящая Лейбористская партия объявила о выдвижении 15 кандидатов в депутаты.

## Результаты
| Партия                              | Голоса  | %     | Места | +/- |
| ----------------------------------- | ------- | ----- | ----- | --- |
| Объединённая рабочая партия         | 46 165  | 54,76 | 11    | +5  |
| Лейбористская партия                | 37 172  | 44,09 | 6     | -5  |
| Люсийское народное движение         | 155     | 0,18  | 0     | 0   |
| Независимые                         | 810     | 0,96  | 0     | 0   |
| Недействительных/пустых бюллетеней  | 2223    | -     | -     | -   |
| Всего                               | 86 525  | 100   | 17    | 0   |
| Зарегистрированных избирателей/Явка | 161 883 | 53,45 | -     | -   |
| Источник: Electoral Department      |         |       |       |     |